# Vinslövs centralkommun
Vinslövs centralkommun var en tidigare kommun i Kristianstads län.

## Administrativ historik
År 1971 infördes enhetlig kommuntyp i Sverige. Sammanläggningarna inom Hässleholms kommunblock var ännu inte helt genomförda och såväl den tidigare landskommunen, Vinslövs landskommun, som den tidigare köpingen, Vinslövs köping, kvarstod under några år som egna kommuner, båda med namnet Vinslöv. Detta löstes genom att denna kommun efter 1971 fick den unika benämningen "centralkommun".
1974 uppgick kommunen i Hässleholms kommun.
Kommunens församling var Vinslövs församling och var gemensam med Vinslövs kommun (tidigare landskommunen).

## Politik

### Mandatfördelning i Vinslövs centralkommun 1970
| 13 | 3 | 5 | 4 |

| 24 |